# 2877 Likhachev
2877 Likhachev је астероид главног астероидног појаса са средњом удаљеношћу од Сунца која износи 3,115 астрономских јединица (АЈ).
Апсолутна магнитуда астероида је 12,1.